# リデル級原子力駆逐艦
リデル級原子力駆逐艦（リデルきゅうげんしりょくくちくかん）は、ロシア海軍が計画中の原子力駆逐艦。一時中止が報じられたが中止には至っていないと見られる。

## 来歴
2013年に建造が承認され、2015年に建造契約が交わされた。当初は同型艦9隻の建造が構想されており、北方艦隊への配属が予定されていた。
その後一時、兵器計画により整備される装備品一覧から削除されたが、計画は中止されていないとされる。。

## 設計
排水量は19,000トンとなる予定であり、アメリカ海軍のズムウォルト級ミサイル駆逐艦や中国海軍の南昌級駆逐艦、海上自衛隊が建造を予定しているイージス・システム搭載艦など各国の（航空母艦、強襲揚陸艦を除く）大型水上艦を上回る規模である。
現役で本級以上の規模を持つ水上艦(航空母艦、強襲揚陸艦は除く)はロシア海軍のキーロフ級ミサイル巡洋艦のみだと見られる。

### 船体
ステルス性を意識した船体とされる。

### 機関
原子力推進で、最大速力32ノットとされる。

## 装備

### 兵装
防空システムとして、S-500「プロメテーイ」対空ミサイルの艦載仕様を装備するものとされている。S-500はBMDを目的として設計されていることから、本級が搭載するシステムによっては、限定的なBMD任務にも対応することが可能であると予想される。
対艦・対地武器として、3S14 VLSを装備する予定である。これにより、カリブル巡航ミサイル及びオーニクス超音速対艦ミサイルに加え、3M22 ツィルコン極超音巡航ミサイルを搭載することができる。2019年時点ではUKSKを100セル以上積むとされていたが、2020年時点で8セル型のUKSKを8基、計64セル搭載するとされている。
対潜武器として、SM-588魚雷発射管を4連装4基ないし連装6基搭載することが予想されている。SM-588魚雷発射管は、短魚雷だけでなくパケート-NK対潜ミサイルを発射できるため、UKSKに搭載できる91RTE2対潜ミサイルと併せて、潜水艦に対する遠距離攻撃を可能としている。また、艦載ヘリコプターKa-27を2機搭載することができる。
主砲として、A-192130mm単装砲が搭載される。本艦の概念設計案として公開されている模型では、同型砲を搭載しているアドミラル・ゴルシコフ級フリゲートと異なり、GFCSである5P-10が搭載されていないことが確認できる。このことから、5P-10とは異なる新たなGFCSを搭載する可能性がある。
CIWSとして、パーンツィリ-Mを３基搭載する。パーンツィリ-MEはパーンツィリ-S1の艦載型であり、AO18KD 30mm多銃身機関砲2基及び57E6-E近接防空ミサイル8発から構成される砲・ミサイル複合システムである。
ミサイルに対する防御として、概念設計案ではKT-308-05デコイ発射機2基及びKT-216デコイ発射機またはPK-10系デコイ発射機8基からなる自己防御システムを装備していることが確認できる。

## ギャラリー

展示会での模型
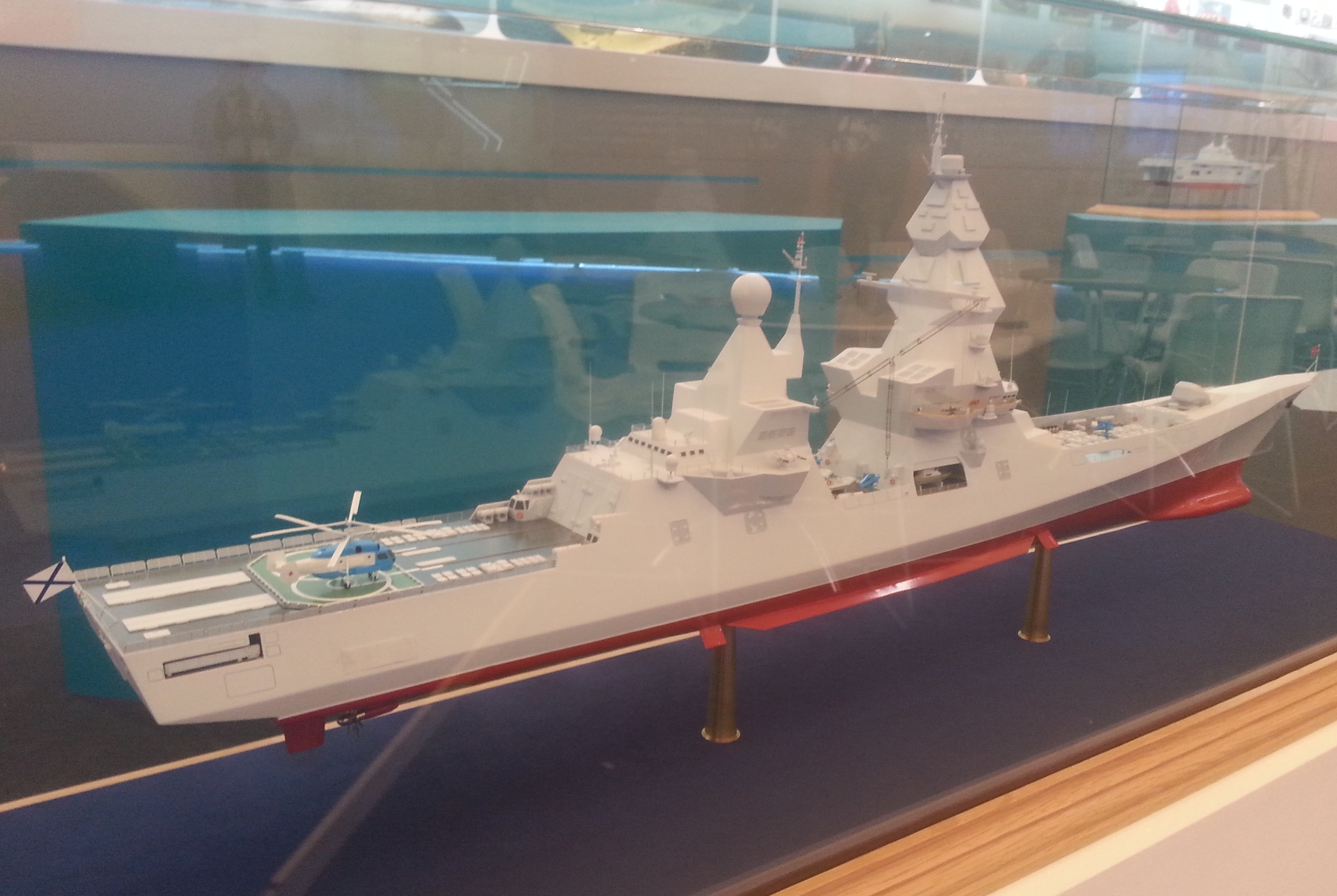
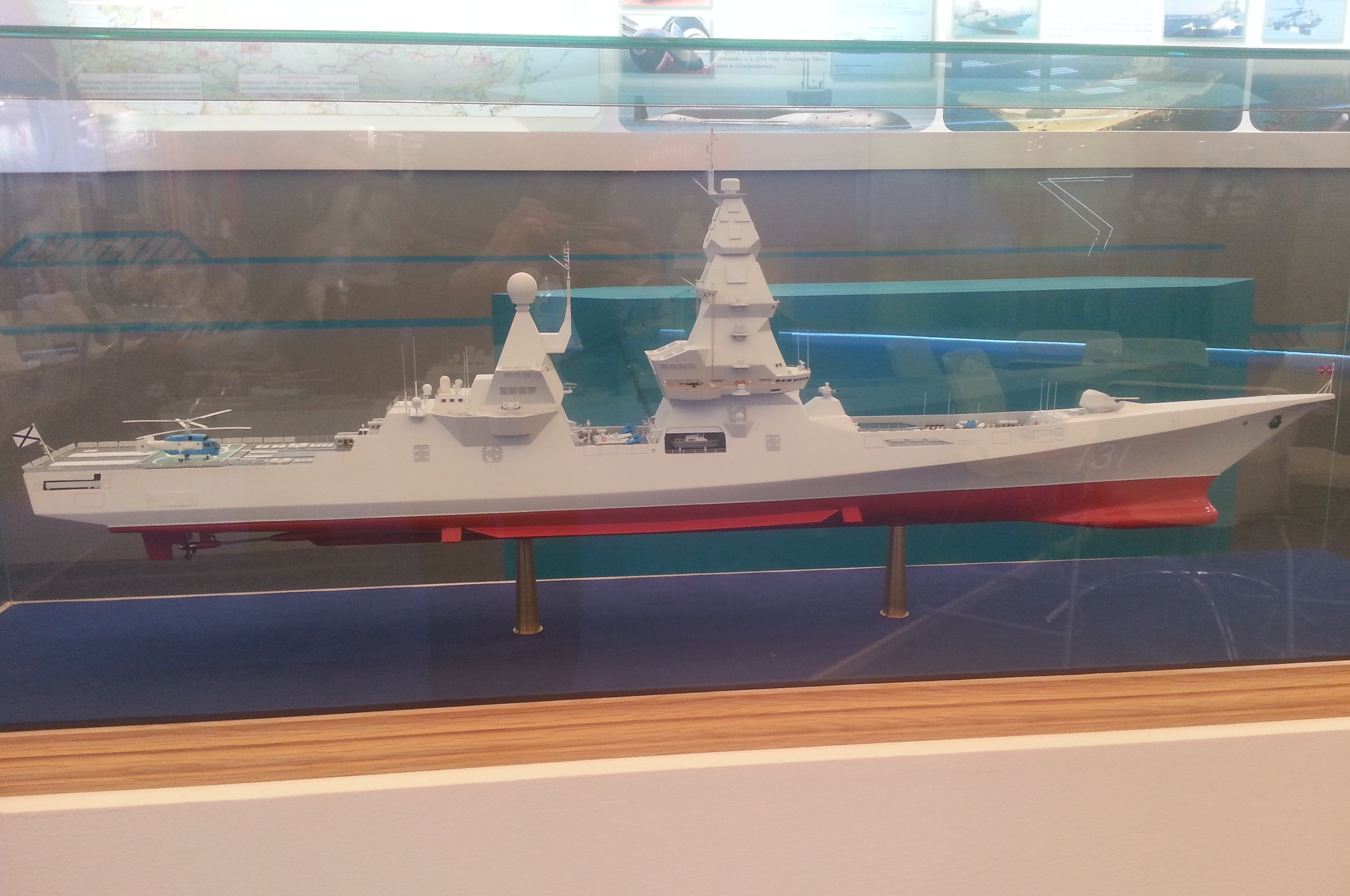

## 登場作品

### 漫画
『空母いぶき GREAT GAME』
原子力空母「シビリャコフ」を旗艦とするロシア海軍北方艦隊所属艦として登場。

### ゲーム
『Modern Warships』
プレイヤーの操作できる艦として登場。